# The Harvard Dictionary of Music
The Harvard Dictionary of Music è un'enciclopedia musicale in lingua inglese pubblicata dalla Belknap Press, un marchio dell'Harvard University Press.
L'opera non contiene le voci biografiche dei musicisti, che sono state pubblicate nel 1996 nel volume complementare intitolato The Harvard Biographical Dictionary of Music, contenente circa 5.500 voci.

## Storia editoriale
- 1944: prima edizione a cura di Willi Apel;
- 1969: seconda edizione a cura di Willi Apel;
- 1986: seconda edizione a cura di Don Michael Randel: fu pubblicata col nuovo titolo di ed The New Harvard Dictionary of Music. L'edizione trattava anche la musica del XX secolo, le cuture musicali diverse da quella occidentale, il genere jazz e della musica popolare;
- 2003: quarta edizione a cura di Don Michael Randel, riproposta col titolo della prima edizione, The Harvard Dictionary of Music.